# Infinite Arms
Infinite Arms è il terzo album discografico del gruppo musicale indie rock statunitense Band of Horses, pubblicato nel maggio 2010. La maggior parte del disco è stata registrata a Asheville. L'album ha ricevuto una nomination ai Grammy nella categoria "Best Alternative Album". Inoltre ha raggiunto la posizione numero 7 della Billboard 200 e la numero 21 della Official Albums Chart. Ha raggiunto la "top 10" in molti altri Paesi (Danimarca, Canada, Grecia, Norvegia, Svezia).

## Tracce
1. Factory – 4:35
2. Compliments – 3:28
3. Laredo – 3:12
4. Blue Beard – 3:22
5. On My Way Back Home – 3:31
6. Infinite Arms – 4:08
7. Dilly – 3:31
8. Evening Kitchen – 3:57
9. Older – 3:28
10. For Annabelle – 3:06
11. NW Apt. – 3:01
12. Neighbor – 5:58

## Formazione
- Ben Bridwell - voce, chitarra, batteria, effetti
- Creighton Barrett - batteria, percussioni
- Ryan Monroe - tastiere, voce, percussioni, chitarra
- Bill Reynolds - basso, tamburello, chitarra, percussioni
- Tyler Ramsey - chitarra, voce, percussioni, tastiere, piano, theremin